# Ouragan Hanna (2020)
Pour les articles homonymes, voir Cyclone tropical Hanna.
L’ouragan Hanna est le huitième cyclone tropical nommé et le premier ouragan de la saison 2020 dans l'Atlantique nord. Il est né d'une onde tropicale à l'est de la République dominicaine le 19 juillet qui s'est déplacée le long de la côte nord de Cuba avant de devenir la dépression tropicale Huit dans le centre du golfe du Mexique le 23 juillet. Poursuivant lentement vers la côte du Texas, elle est passée au stade de tempête tropicale le lendemain et d'ouragan de catégorie 1 le 25 juillet à 150 km de Port Mansfield (Texas). À 21 h UTC ce même jour, il a touché la côte à Padre Island (Texas) avec des vents soutenus de 150 km/h avant de s'enfoncer dans les terres. Dans la nuit 25 au 26 juillet, la tempête entra sur le territoire mexicain tout en s'affaiblissant et s'y dissipera le 27 juillet.
Avec sa transformation en tempête tropicale le 24 juillet, Hanna établissait un nouveau record pour la huitième tempête nommée le plus précocement dans la bassin atlantique, soit 10 jours avant le détenteur précédent la tempête tropicale Harvey en 2005. C'est aussi le premier ouragan à toucher le Texas depuis Harvey en 2017 et le premier en juillet depuis Dolly en 2008. Avant de devenir une tempête tropicale, le système avait déjà donné des bandes orageuses sur les Grandes Antilles et la Floride. Cela s'est poursuivi sur la côte américaine du golfe du Mexique, menaçant de crues subites la ville de la Nouvelle-Orléans. C'est cependant, le sud-est du Texas et le nord-est du Mexique qui ont subi des vents violents soutenus allant jusqu'à 150 km/h et des pluies torrentielles causant des dégâts importants.

## Évolution météorologique

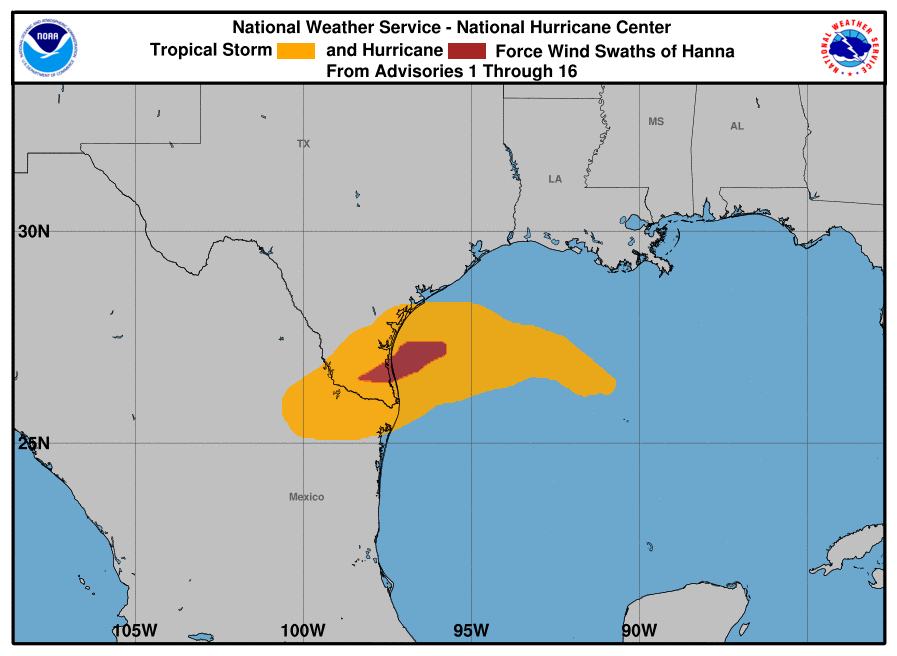
Histoire des vents de tempête et d'ouragan avec Hanna.

Durant la nuit du 18 au 19 juillet, le NHC a commencé à suivre une onde tropicale au large de la partie est de la République dominicaine. Se déplaçant vers le nord-ouest, elle est passée au large de Porto Rico le 19 juillet, puis a longé le rive nord de Cuba les 20 et 21 juillet tout en développant une large zone désorganisée d'orages. Le 22 juillet, le système est entré dans l'est du golfe du Mexique. La probabilité de développement tropical est passée à 80 % quand un centre dépressionnaire est apparu sous l'onde en début d'après-midi bien au sud de La Nouvelle-Orléans.
À 3 h UTC le 23 juillet, le NHC a émis son premier avis concernant la dépression tropicale Huit, située à environ 855 km à l'est-sud-est de Port O'Connor, au Texas. Une veille de tempête tropicale fut émise pour une grande partie de la côte texane du Golfe du Mexique. Elle se déplaçait alors à 9 km/h vers l'ouest-nord-ouest.
À 3 h UTC le 24 juillet, les données recueillies par un avion de reconnaissance de la NOAA ont permis d'établir que Huit s'était intensifiée en tempête tropicale, auquel le NHC attribua le nom Hanna, alors qu'elle se trouvait à 620 km à l'est-sud-est de Corpus Christi, au Texas. Ainsi, Hanna établit le record du huitième système nommé d'une saison s'étant formé le plus rapidement, 11 jours avant le précédent détenteur du record, la tempête tropicale Harvey de 2005. La veille fut transformée en avertissement en mi-journée alors qu’Hanna se renforçait en approchant de la côte.

Boucle du radar météorologique des bandes de pluie d’Hanna au moment de toucher la côte.

À 3 h UTC le 25 juillet, les vents d’Hanna atteignaient 100 km/h et son organisation s'améliorait à moins de 300 km de la côte texane. L'avertissement de tempête tropicale fut aussi rehaussé à un avertissement d'ouragan pour la section de Port Mansfield à Mesquite Bay près de Corpus Christi. À 12 h UTC, alors qu'elle se trouvait à 150 km de Port Mansfield, le NHC rehaussa Hanna au stade d'ouragan de catégorie 1, le premier de la saison 2020, à la suite du rapport d'un avion de reconnaissance et des données du radar météorologique. À 14 h UTC, une bouée météorologique près du mur de l'œil rapporta des vents soutenus de 90 km/h avec des rafales à 101 km/h
À 19 h UTC, le NHC fit état d'un nouveau renforcement d’Hanna, avec une pression centrale de 973 hPa et des vents soutenus de 140 km/h alors que le centre était à 90 km de la côte et que l'ouragan sévissait sur tout le sud-est du Texas. Une heure plus tard, une bouée météorologique a rapporté des rafales de même force. À 21 h UTC, le NHC confirma que l'ouragan avait touché la côte à Padre Island à son maximum d'intensité, avec des vents soutenus de 150 km/h sur une minute. Après avoir traversé la Laguna Madre, Hanna a touché le continent à 25 km au nord-nord-ouest de Port Mansfield et s'enfonça dans les terres à 13 km/h.
À 8 h UTC le 26 juillet, Hanna est retombé au niveau de tempête tropicale près de McAllen, Texas, à la frontière mexicaine. À 12 h UTC, la friction continuait d'affaiblir le système qui n'avait plus que des vents de 85 km/h alors qu'il était entré au Mexique mais qui donnait des pluies torrentielles sur le sud-est du Texas et le nord-est du Mexique. À 21 h UTC, Hanna est retombé au seuil de dépression tropicale à 55 km à l'ouest sud-ouest de Monterrey (Mexique). C'tait le dernier bulletin du NHC, le Weather Prediction Center prenant le relais.
Tôt le 27 juillet au matin, Hanna était rendu à 105 km au nord de Fresnillo (Mexique). Elle s'est dissipée graduellement ensuite en se dirigeant vers l'ouest.

## Préparatifs
Immédiatement après la transformation de la perturbation en dépression tropicale, des veilles de tempête tropicale ont été émises pour une grande partie du littoral du Texas. Le gouverneur du Texas, Greg Abbott, a annoncé que diverses ressources avaient été mises en attente en raison du renforcement de la tempête, notamment des équipes de recherche et de sauvetage de l'université A&M du Texas et du département de la sécurité publique du Texas. Le ministère de la Sécurité publique a également fourni des aéronefs, principalement des hélicoptères, à des fins similaires. L'État a également déployé des équipes de bateaux du département des parcs et de la faune du Texas.
À Corpus Christi, des sacs de sable ont été distribués alors que les autorités locales fermaient les plages en raison de la menace du courant d'arrachement et des vagues,. Dans les comtés de Kleberg et le San Patricio, des évacuations volontaires ont été ordonnées. Le comté de Kelberg a également publié une déclaration d'urgence en cas de catastrophe en prévision de l'arrivée de la tempête. Un dôme de l'Agence fédérale des mesures d'urgence (FEMA) a été ouvert comme abri pour les sinistrés à l'école secondaire de Kingsville.

## Impacts

### Texas
Hanna a déversé de 100 à 200 mm de pluie sur tout le sud-est du Texas, et jusqu'à plus de 300 mm par endroits, provoquant des crues soudaines généralisées dans la région de la vallée du fleuve Rio Grande et des environs. Les vents abattirent nombres d'arbres et soufflèrent les toits avec des rafales de 175 km/h. L'onde de tempête a atteint 2 mètres sur la côte texane,. Une tornade de force EF0, avec des vents entre 100 et 120 km/h, a frappé l'aéroport de Brownsville tôt dimanche le 26 juillet. Environ 194 000 habitants ont perdu l'électricité,.
Les vents violents ont endommagé des maisons entières à Port Mansfield, là où Hanna a touché la côte. À Corpus Christi, une partie d'une jetée populaire s'est effondrée, a rapporté la filiale de CNN KRIS, et les hautes eaux ont empiété sur le musée d'art du sud du Texas. Plusieurs autres marinas et bateaux sur le littoral ont été gravement endommagés. Trois individus ont dû être sauvés d'un voilier en train de couler sur une marina au large de la côte.
Les zones affectées par Hanna étaient déjà en difficulté en raison d'une augmentation des cas de Covid-19 dans la région alors que de nombreuses rues et autoroutes furent inaccessibles pendant une grande partie des 25 et 26 juillet, limitant encore plus l'accès au secours,.
Le gouverneur Abbott a déclaré 32 comtés de l'État sinistrés et a également demandé l'aide fédéral. La FEMA a approuvé une déclaration d'urgence fédérale le 26 juillet. Les responsables du comté de Hidalgo, où se trouvent plusieurs des villes touchées, ont signalé que les hôpitaux étaient remplis de cas de Covid-19 et risquaient de déborder de blessés de la tempête.
Selon un regroupement d'assureurs, les pertes assurées étaient estimées à plus de 350 millions $US au 28 juillet.

### Mexique
Le 26 juillet, les rues de Monterrey, dans le nord du Mexique, furent inondées par la pluie de la dépression tropicale Hanna alors que les États Coahuila, Nuevo León et Tamaulipas étaient affectés. Le courant d'eau a bloqué de nombreux viaducs et la protection civile ont dû sauver un chauffeur de camion alors que la hauteur de la crue atteignait un mètre ou plus par endroits. En plus de fortes pluies, Les vents soutenus étaient de 65 km/h, avec quelques rafales de 85 km/h, renversant des enseignes, arrachant des dizaines d'arbres et de panneaux de signalisation. Le courant fut coupé dans plusieurs secteurs de Monterrey et des environs, tandis que la route principale reliant Monterrey à Reynosa, Tamaulipas, a dû être fermée par le débordement d'une rivière.
Une maternité à Reynosa fut aussi inondée le 26 juillet. Quarante-cinq (45) quartiers de la ville ont été endommagés et 200 personnes ont été déplacées. À Matamoros, de l'autre côte du Rio Grande de Brownsville (Texas), la forte pluie et les vents ont endommagé les tentes d'un camp de réfugiés voulant passer la frontière vers les États-Unis et abritant environ 1 300 personnes.
Six personnes sont portées disparues dont un garçon de 11 ans qui serait tombé dans un ruisseau à Monterrey et fut entraîné par le courant,. Une femme de 35 ans et sa fille ont été tuées dans l'État de Coahuila lorsque la camionnette où elles prenaient place fut emportée dans les eaux en crue. Ses deux autres filles, qui étaient aussi dans le véhicule, furent rescapées. À Reynosa, deux personnes ont été tuées, dont une par noyade,.
Au 29 juillet, les pertes matérielles dans le Nuevo León seulement étaient estimées à 45 millions $US.

### Ailleurs
La perturbation qui devint plus tard Hanna a donné de fortes pluies sur certaines parties d'Hispaniola, des Keys de Floride et de Cuba. À Pensacola, Floride, un policier de 33 ans s'est noyé alors qu'il fut pris dans le courant d'arrachement lors du sauvetage de son fils adolescent à Sandestin Beach. Dans certaines parties de la Louisiane, du Mississippi, de l'Alabama et du Panhandle de Floride, les bandes extérieures ont provoqué de fortes pluies, menaçant même d'inondations les rues de la Nouvelle-Orléans.